# Bettisia Gozzadini
Bettisia Gozzadini (Bolonya, 1209 - Budrio, 2 de novembre de 1261) va ser una jurista que va impartir classes a la Universitat de Bolonya aproximadament des de l'any 1239. Es creu que va ser la primera dona que va ensenyar en una universitat.
Gozzadini va néixer a Bolonya, al centre d'Itàlia, l'any 1209. Els seus pares, Amadore Gozzadini i Adelasia de Pegolotti, pertanyien a la noblesa. Gozzadini va estudiar filosofia, i lleis al Studium de Bolonya, on va tenir com a mestres Giacomo Baldavino, Tancredi Arcidiacono i Odofred. Quan era jove vestia com un home; no se sap si això era a causa de pressions socials o era una elecció personal.
Bettisia es va graduar a la universitat l'any 1237, i durant dos anys va ensenyar lleis a casa. Aleshores li van oferir una plaça al Studium, que al principi va declinar, però més tard va acceptar. Segons la llegenda, Bettisia havia de portar un vel quan ensenyava, per evitar distraccions als seus estudiants, però aquesta mateixa llegenda també és explicada amb Novella d'Andrea com a protagonista, i no se sap ni tan sols si és real. Gozzadini era una oradora notable, i el 31 de maig de 1242 va donar l'encomi al funeral del bisbe de Bolonya, Enrico della Fratta.
Gozzadini va morir juntament amb altres dues dones i quatre estudiants el 2 de novembre de 1261, quan el desbordament del riu Idice va causar l'esfondrament de la casa on s'havien refugiat després de fugir de la seva vil·la entre Mezzolara i Riccardina, ara al comune de Budrio, a l'est de Bolonya. Va haver-hi dol general a la ciutat, i les escoles van tancar. El seu funeral va tenir lloc a l'església del Padri Serviti.
Es creu que Gozzadini va ser la primera dona que va ensenyar en una universitat. Un bust retrat seu de terracota, d'una sèrie de dotze retrats de dones notables bolonyeses realitzat per l'escultor desconegut anomenat "Scultore di Casa Fibbia", data del segle xvii. Originàriament es trobava al Salone d'Onore del Palazzo Fibbia Fabbri (ara Palazzo Masetti Calzolari) i, actualment, es troba al Museo della Storia di Bologna, al Palazzo Pepoli Vecchio. Gozzadini hi és la primera cronològicament de les dones retratades.